# 203 mm haubica wz. 1931 (B-4)
Haubica 203 mm wz. 1931 (B-4) (ros. 203-мм гаубица образца 1931 года, Б-4) – ciężka haubica produkcji radzieckiej używana w okresie II wojny światowej.
Było to jedno z bardzo niewielu dział z tego okresu umieszczonych na łożu z podwoziem gąsienicowym. Pozwalało ono na poruszanie się po terenie, który byłby niedostępny dla dział wyposażonych w koła. Znacznie jednak ograniczało to szybkość poruszania się. Maksymalna prędkość holowania wynosiła tylko około 15 km/h. Haubica ta pozostała na wyposażeniu Armii Radzieckiej aż do początku lat 80. XX wieku, kiedy została zastąpiona samobieżną haubicą 2S7 Pion kalibru 203 mm.
W czasie wojny używana była zazwyczaj do niszczenia pojedynczych silnie umocnionych punktów oporu wroga, na przykład podczas wojny zimowej czy walk o Poznań. Strzelało się z niej pociskami o masie 102,75 kg. Wykorzystywano ją także jako uzbrojenie samobieżnych dział polowych SU-14 i S-51.
W początkowej fazie operacji „Barbarossa” znaczna liczba tych haubic została zdobyta przez wojska niemieckie, które włączyły je do swojego arsenału jako 20,3 cm H 503(r). Wehrmacht używał tej broni na wszystkich frontach europejskich.
Analogiczna haubica na kołach ma oznaczenie 203 mm haubica wz. 1931 (B-4M).